# Brain Fuck Scheduler
Brain Fuck Scheduler (w skrócie BFS) – prowokacyjnie nazwany planista jądra Linuksa. Zaprojektowany w sierpniu 2009 jako alternatywa dla Completely Fair Scheduler i O(1) scheduler. BFS został stworzony przez Cona Kolivasa. BFS zmniejsza czas odpowiedzi na komputerach desktopowych i urządzeniach mobilnych w architekturze NUMA, które posiadają mniej niż 16 rdzeni procesora.
Nowy planista został zaprezentowany na głównej stronie Slashdota, a jego recenzje ukazały się w Linux Magazine i Linux Pro Magazine. Pomimo ukazania się recenzji, w których wskazywano na zwiększoną wydajność i zmniejszony czas odpowiedzi, włączenie BFS do głównej gałęzi jądra Linuksa wydaje się mało prawdopodobne.
BFS został włączony do wydania CyanogenMod platformy Android dla urządzeń mobilnych, co skutkowało doniesieniami na temat zwiększonej wydajności.
BFS nie jest związany z językiem programowania Brainfuck.